# Eastbury (Hertfordshire)
Eastbury – wieś w Anglii, w hrabstwie Hertfordshire, w dystrykcie Three Rivers. Leży 31 km na południowy zachód od miasta Hertford i 24 km na północny zachód od centrum Londynu.